# Oliver (Georgia)
Oliver – miasto w Stanach Zjednoczonych, w stanie Georgia, w hrabstwie Screven.